# This Means War (álbum de Attack Attack!)
This Means War é o terceiro álbum de estúdio da banda americana de metalcore Attack Attack!. Foi lançado em 17 de janeiro de 2012 pela Rise Records. Inicialmente ele foi programado para ser produzido por John Feldmann (que já produziu faixas para o relançamento de seu álbum auto-intitulado), em vez disso, a produção foi feita pelo vocalista Caleb Shomo em seu estúdio em casa, tornando-se o primeiro álbum da banda que não foi produzido por Joey Sturgis. O álbum recebeu críticas diversas em geral, de críticos de música, com alguns elogiando uma grande melhoria em relação ao álbum anterior da banda, enquanto outros criticaram uma grande mudança no som da banda e a diminuição de elementos de eletrônica no álbum. Ele se tornou o álbum mais vendido da banda até o momento, e atingindo um máximo de número #11 na Billboard 200, vendendo mais de 17.000 cópias em sua primeira semana.

## Gravação
Em 14 de novembro de 2011, foi anunciado que This Means War seria lançado em 17 de janeiro de 2012. Junto com esta notícia que também postou datas para a turnê "This Means War" com o apoio das bandas The Ghost Inside, Sleeping with Sirens, Chunk! No, Captain Chunk!, e Dream On, Dreamer. Em 20 de novembro de 2011, Attack Attack! filmou um videoclipe para a música "The Wretched". Em 13 de dezembro de 2011, o primeiro single intitulado "The Motivation" foi transmitido no YouTube e foi lançado para compra em 20 de dezembro de 2011. Este é o primeiro álbum de estúdio da banda sem o guitarrista e vocalista Johnny Franck, e o primeiro a contar com Caleb Shomo fazendo ambos os vocais limpos e berrados.

## Recepção

### Reação da crítica
| Críticas profissionais | Críticas profissionais |
| Pontuações agregadas   | Pontuações agregadas   |
| Fonte                  | Avaliação              |
| ---------------------- | ---------------------- |
| Metacritic             | 60%                    |
| Avaliações da crítica  |                        |
| Fonte                  | Avaliação              |
| About.com              | [ 6 ]                  |
| Absolute Punk          | (40%)                  |
| Allmusic               | [ 8 ]                  |
| Alternative Press      | [ 9 ]                  |
| Bloody Disgusting      | ligeiramente favorável |
| Consequence of Sound   | [ 11 ]                 |
| Kerrang!               | 3/5                    |
| Punknews.org           | [ 13 ]                 |
| Rhapsody               | Link                   |
| The Washington Post    | ligeiramente favorável |
| Metal Hammer           | [ 5 ]                  |

This Means War recebeu críticas diversas dos críticos de música. No Metacritic, o álbum tem uma pontuação de 60 em 100, indicando "críticas pequenas ou médias baseado em 6 críticos". Gregory Heaney da Allmusic deu ao álbum uma classificação de 3,5/5 e disse: "Attack Attack! seu som se concentra no peso, tornando This Means War seu álbum mais difícil de bater e o mais pesado até o momento", e continuou "por não tentar forçar uma evolução Attack Attack! conseguiram realmente empurrar seu som em uma direção nova e interessante". Alternative Press observou que "This Means War apresenta um crescimento admirável, mas se Attack Attack! tivesse focado de todas as suas manhas de pop em favor de mais riffs eletrônicos, eles a fasquia tão alta, sairião em turnê com o Dillinger Escape Plan e Kurt Ballou do Converge usaria suas camisas no palco".  Allison Stewart, do The Washington Post observou que "A principal fonte da fama é sua autoria do crabcore, um terrível, horrível, subgênero do metal em que os membros da banda tentão se enquadrar como caranguejos" e, embora os membros da banda são "vistos como insuficientemente na cena como ferozes pelo hard-rock" Attack Attack! "As coisas mudaram rapidamente em seu último álbum, um álbum conceitual de pop-metal que coloca a maior parte de sua ênfase no metal". Stewart concluiu que "Apesar de Attack Attack! Nunca soou mais forte ou mais fraco, este mais recente esforço nunca vai encontrar uma audiência na pista de dança". Outros comentários foram muito mais negativos. About.com deu ao álbum a 2 de 5 e afirmou que This Means War "é obsoleto e previsível" imaginação falta, e que, enquanto a música heavy metal deve mudar", ele não deve ser como este". Sloane Daley do Punknews.org comentou que enquanto o álbum "é um passo na direção certa para Attack Attack!". Consequence of Sound webzine foi severamente crítico, dando a álbum de 1,5 de 5 estrelas, dizendo que o álbum foi um "dilúvio de choramingar que é liricamente incompreensível" que "torna-se sonoramente maçante depois de ouvir uma música". Consequence of Sound continuou a dizer que o que separa a banda de atos de metalcore semelhantes são seus floreios eletrônicos.

### Desempenho comercial
This Means War desde então se tornou o álbum mais alto de gráficos até o momento, estreando e atingindo um máximo de número #11 na Billboard 200 e vendeu mais de 17.000 cópias em sua primeira semana. Ele chegou ao número #4 na parada Rock Albums, número #4 no Alternative, #2 no Independent, e número #2 no Hard Rock Albums. No iTunes, que chegou ao número #1 nas paradas de rock e alcançou o número #8 em geral. Ele também chegou a número #120 no Canadian Albums Chart.

## Faixas
| N.º            | Título              | Duração |  |
| 1.             | "The Revolution"    | 4:11    |  |
| 2.             | "The Betrayal"      | 3:26    |  |
| 3.             | "The Hopeless"      | 3:37    |  |
| 4.             | "The Reality"       | 3:50    |  |
| 5.             | "The Abduction"     | 3:01    |  |
| 6.             | "The Motivation"    | 4:06    |  |
| 7.             | "The Wretched"      | 3:11    |  |
| 8.             | "The Family"        | 3:11    |  |
| 9.             | "The Confrontation" | 3:36    |  |
| 10.            | "The Eradication"   | 3:21    |  |
| Duração total: | Duração total:      | 36:24   |  |

## Créditos
Attack Attack!
- Caleb Shomo - vocal, programação, teclados, sintetizadores, guitarras adicionais
- Andrew Whiting - guitarra principal, guitarra base
- John Holgado - baixo
- Andrew Wetzel - bateria, percussão

Produção
- Caleb Shomo - programação, gravação, mixagem
- Sean Mackowski - engenharia vocal
- Dave Shapiro - reservas
- Joey Simmrin - administração
- Megan Thompson - direção da arte, design, fotografia

## Paradas
| Parada (2012)                   | Posição maxíma |
| ------------------------------- | -------------- |
| Canadian Albums Chart           | 120            |
| US Billboard 200                | 11             |
| US Billboard Independent Albums | 2              |
| US Billboard Rock Albums        | 4              |